# Newtown, Connecticut
Newtown är en kommun (town) i Fairfield County i delstaten Connecticut, USA med cirka 25 031 invånare (2000). Den har enligt United States Census Bureau en area på totalt 153,1 km² varav 3,4 km² är vatten.

## Skolmassakern 2012
14 december 2012 dog 27 personer, varav 20 barn, i den tredje dödligaste massakern på en skola i USA någonsin, efter Bath School-massakern med 45 döda och Virginia Tech-massakern där 32 människor miste livet. 